# 田中大二郎
田中大二郎（たなか だいじろう、Tanaka Daijiro，1988年4月29日—）出生於神奈川縣小田原市，前日本職棒選手，目前擔任讀賣巨人球團職員。

## 生平

### 加入職棒前
富士見小學校就讀1年級開始，於少年棒球隊「小田原ベアーズ」練習棒球。中學時代到高知縣明徳義塾中學校棒球留學。三年級時回到小田原市立酒匂中學校就讀。高校時期，1年級春季開始成為正式球員，夏季開始擔任第四棒。2年級時在選拔高等學校野球大會兩試合連續本壘打。
高中時代為一壘手，總計達44支本壘打。2006年9月25日的新人選手選擇會議的高校生選秀中，得到讀賣巨人第3位指名，契約金為5000萬，年薪600萬。

### 日本職棒時期

#### 2007年
二軍88試合中出場，為全隊最多。成績為312打數、71安打、10本壘打、44打點、打率.228、長打率.413為全隊最高。13補殺為聯盟最多。
同年，與隊中好友坂本勇人入選由二軍球員及大學生組成的好運北京2007年國際棒球邀請賽日本代表隊，上陣五場比賽，17打數、5安打、3四死球、2打點、4得點及打率.294。

#### 2008年
成為二軍的先發球員，85試合上陣，與中井大介一起作為隊中的中軸打者，三振減少，四壞球也少，但死球20為聯盟最多。

#### 2009年
二軍97試合中出場，380打數、99安打、11本壘打、60打點、打率.261、長打率.408。
代替腰痛缺場的李承燁，8月4日一軍升格，同日對戰廣島東洋鯉魚中一壘手第八棒首次先發上陣，4打數1安打。

#### 2011年
首次開幕一軍，負責代打。

#### 2012年
2012年、11月4日球團宣告戰力外

## 其他資料

### 年度別打撃成績
|           |           |   |    |    |   |   |   |   |   |   |   |   |   |   |   |   |   |   |   |   |      |      |      | OPS  |
| --------- | --------- | - | -- | -- | - | - | - | - | - | - | - | - | - | - | - | - | - | - | - | - | ---- | ---- | ---- | ---- |
| 2008      | 巨人      | 1 | 1  | 1  | 0 | 0 | 0 | 0 | 0 | 0 | 0 | 0 | 0 | 0 | 0 | 0 | 0 | 0 | 1 | 0 | .000 | .000 | .000 | .000 |
| 2009      | 巨人      | 5 | 14 | 12 | 0 | 1 | 0 | 0 | 0 | 1 | 0 | 0 | 0 | 0 | 0 | 1 | 1 | 1 | 1 | 0 | .083 | .214 | .083 | .298 |
| 通算：2年 | 通算：2年 | 6 | 15 | 13 | 0 | 1 | 0 | 0 | 0 | 1 | 0 | 0 | 0 | 0 | 0 | 1 | 1 | 1 | 2 | 0 | .077 | .200 | .077 | .277 |

### 背號
- 66　（2007年 - 2012年）

### 登場曲
- SEAMO - 『Continue』

### 個人記錄
- 初出場：2008年6月6日、對千葉羅德海洋
- 初先發出場：2009年8月4日、對廣島東洋鯉魚，一壘手，第八棒
- 初安打：同上，延長戰第10局，投手横山龍士，内野安打

## 外部連結
- Yomiuri Giants Official Web Site（2007年ルーキー紹介）
- 河野祥一郎「今週のイチ押し!」不器用だけど大物、巨人田中大二郎 （页面存档备份，存于）